# Metsamor
Pour les articles homonymes, voir Metsamor (homonymie).
Metsamor (en arménien Մեծամոր) est une ville du marz d'Armavir, en Arménie. La ville a été fondée en 1979 afin de loger le personnel de la centrale nucléaire de Metsamor. En 2009, elle compte 10 287 habitants.

## Néolithique et Antiquité
Des vestiges du Néolithique remontant au VIe millénaire av. J.-C. ont été retrouvés sur le site, où un musée les préserve.
Le site de Metsamor (en) (8-4 ka), près de Taronik (Armavir, Arménie) révèle une cité fortifiée et une ville basse.
À l'âge du bronze, Metsamor semble avoir été une ville de 10,5 hectares, avec murs cyclopéens et ziggourat, vouée à s'étendre jusqu'à cent hectares avec forteresse, palais, complexe de temples, observatoire, fonderie de cuivre, zones résidentielles (et zone de sépulture d'environ 100 ha supplémentaires).
Au huitième siècle AEC, la ville est intégrée à l'empire urartien. Des traces de guerres, de dévastations et d'incendies remontent à cette époque. 
Après la destruction, la ville est assez rapidement repeuplée au nom des nouveaux dirigeants, qui construisent un nouveau mur cyclopéen. 
Metsamor redevient une importante colonie commerciale au carrefour de plusieurs routes commerciales au Moyen Âge, et est habitée jusqu'au XVIIe siècle.

## Depuis 1990
Depuis les années 1990 les conditions de vie se sont dégradées. Avec la disparition de l'Union soviétique, les autorités arméniennes n'ont plus les finances pour entretenir les services de santé ; la maternité a été fermée ainsi que le service consacré aux irradiations.